# Ponte Dom Luís I
Die Ponte Luís I, auch Ponte D. Luís I, oder einfach Ponte Luis I genannt, ursprünglich als Ponte Luíz I bezeichnet ist im Wesentlichen eine Fachwerk-Bogenbrücke über den Douro zwischen Porto und Vila Nova de Gaia in Portugal. Die stärkere obere Ebene wird an beiden Uferseiten durch je eine Balkenbrücke, jeweils mit einem Pfeiler mittig unterstützt, verlängert und führt die Stadtbahn, zweigleisig mit Oberleitung und beidseits je einen Geh-Radweg. Die etwa 45 m tiefer liegende untere Ebene ist weniger tragfähig, besteht nur aus einem Balken, gleich lang wie die Bogenspannweite. Dieser Balken ist  viermal am Bogen abgehängt, bildet also eine Hängebrücke. Eine Fahrbahn aus Beton oder Asphalt wird beidseits von Gehsteigen mit Riffelblech-Oberfläche begleitet.

## Name
Die Brücke ist benannt nach dem zur Zeit ihres Baus herrschenden König Dom Luís I, dessen Titel Dom üblicherweise seinem Namen hinzugefügt, aber meist mit „D.“ abgekürzt wird. Der Name der Brücke kommt in verschiedenen Schreibweisen vor; in der Literatur wird sie auch als Ponte de D. Luís bezeichnet.

## Beschreibung
Die 1886 eröffnete Ponte Luís I ist die zweitälteste der noch existierenden Brücken über den Douro in Porto, nachdem 1877 die Eisenbahnbrücke Ponte Maria Pia etwa einen Kilometer flussaufwärts in Betrieb genommen wurde, ebenfalls eine Fachwerk-Bogenbrücke, mit der sie oft verwechselt wird. Die Ponte Maria Pia war von Gustave Eiffels Unternehmen gebaut und weitgehend von seinem damaligen Partner Théophile Seyrig entworfen worden. Seyrig hatte sich anschließend von Eiffel getrennt und für das belgische Unternehmen Société de Willebroeck die Ponte Luís I geplant.
Wenige Meter unterhalb der Ponte Luís I stand ihre Vorgängerin, die Ponte pênsil (portugiesisch für Hängebrücke), von der jetzt noch die als Pylon fungierenden beiden Obelisken neben dem nördlichen Torturm existieren.
Die Ponte Luís I hat zwei Fahrbahnebenen: Die untere Ebene ersetzt die frühere Ponte pênsil und dient dem Verkehr zwischen den ufernahen Stadtvierteln der Ribeira und des Cais de Gaia. Sie hat ihre Einfahrten in den Tortürmen bzw. Pfeilersockeln des großen Bogens. Ihre zwei schmalen Fahrspuren werden von zwei sehr schmalen Gehwegen eingefasst.
Die obere Ebene auf dem Bogen ist seit 2004 für die Stadtbahnzüge der Metro do Porto und den Fußgängerverkehr reserviert. Ihre Fahrbahnplatte kragt seitlich über den Bogen aus und bietet daher wesentlich mehr Platz als die untere Ebene. Sie diente ursprünglich dem Verkehr zwischen den hoch gelegenen Stadtvierteln. In der ersten Hälfte des 20. Jahrhunderts fuhr eine Straßenbahn über sie. Nach dem Bau der vierspurigen Ponte do Infante etwa 600 m flussaufwärts wurde die obere Ebene 2004 für den Straßenverkehr gesperrt.

### Technische Einzelheiten

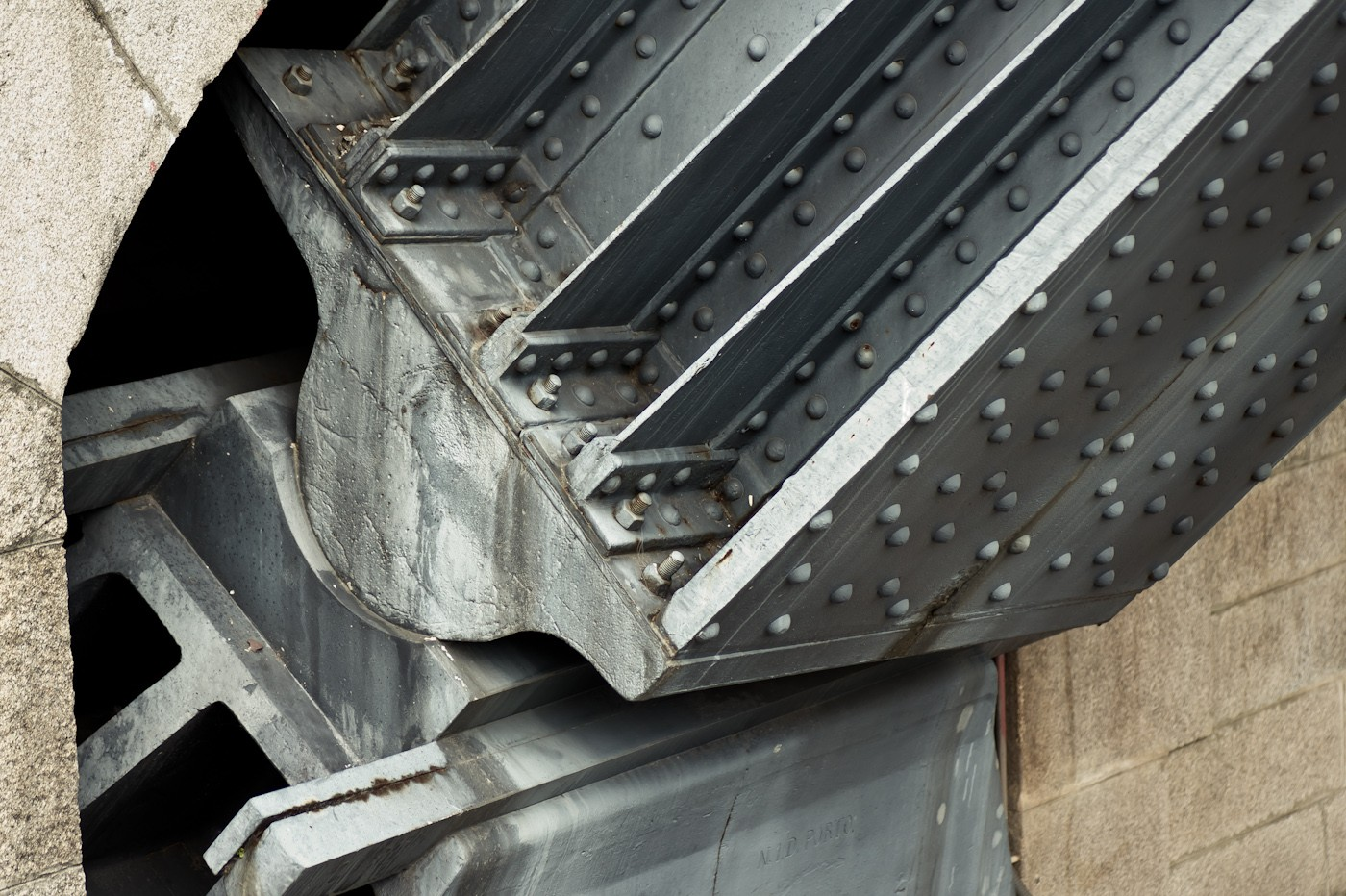
Ein Lager des großen Bogens

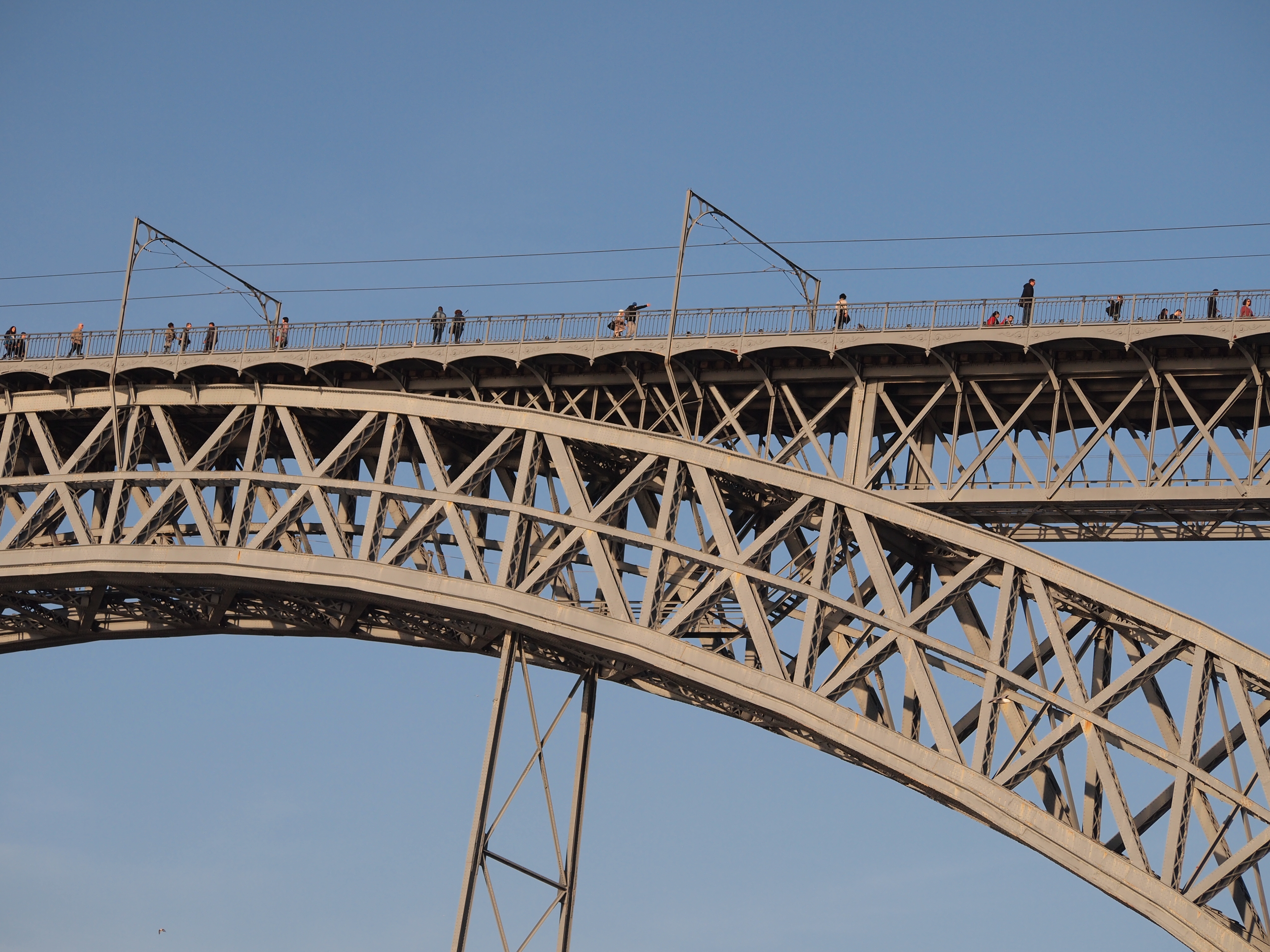
Bogenscheitel, Fahrbahnträger und ein Hänger

Die Brücke mit ihrem weit über die Hangbebauung ausgreifenden oberen Fahrbahnträger ist 385,25 m lang und rund 60 m hoch.
Die schmiedeeiserne, genietete Fachwerkbrücke hat einen Zweigelenk-Bogen mit einer Stützweite von 172 m, die gleichzeitig auch die Länge der unteren Fahrbahn ist. Anders als bei der Ponte Maria Pia mit ihrem sichelförmigen, nach unten spitz zulaufenden Bogen hat der Bogen der Ponte Luís I unten, an den mächtigen Tortürmen bzw. Pfeilersockeln, seine größte Konstruktionshöhe, die zum Bogenscheitel hin geringfügig abnimmt. Dadurch erhält der Bogen ein sehr solides Aussehen. Trotzdem stützt sich der ganze Bogen (ebenso wie bei der Ponte Maria Pia) an jeder Seite auf zwei große, stählerne Lager an den in die Pfeilersockel integrierten Widerlagern. Die Pfeilersockel selbst, die den Bogen zu stützen scheinen, spielen statisch für ihn keine Rolle, sie tragen nur die auf ihnen stehenden Hauptpfeiler. Diese Gestaltungsweise wurde später mehrfach wiederholt, so z. B. bei der Hell Gate Bridge in New York und der Sydney Harbour Bridge in Australien. 
Der obere Fahrbahnträger ist eine 5 m hohe Fachwerkkonstruktion, die im Bogenscheitel mit dem Bogen verschmilzt. Er wird von den beiden Fachwerkpfeilern auf den Tortürmen, einem Fachwerkpfeiler am südlichen und zwei kurzen Mauerwerkspfeiler auf den Felsen am nördlichen Hang sowie von je einer Stütze auf den Hüften des Bogens getragen. Die untere Fahrbahn ist mit vier Hängerpaaren am Bogen aufgehängt. Ihre fast mannshohen Geländer dienen in erster Linie zur Versteifung der Fahrbahn. 
Die Brücke wog bei der Fertigstellung insgesamt 3045 Tonnen, davon entfielen ungefähr 1400 Tonnen auf den Bogen.

## Geschichte

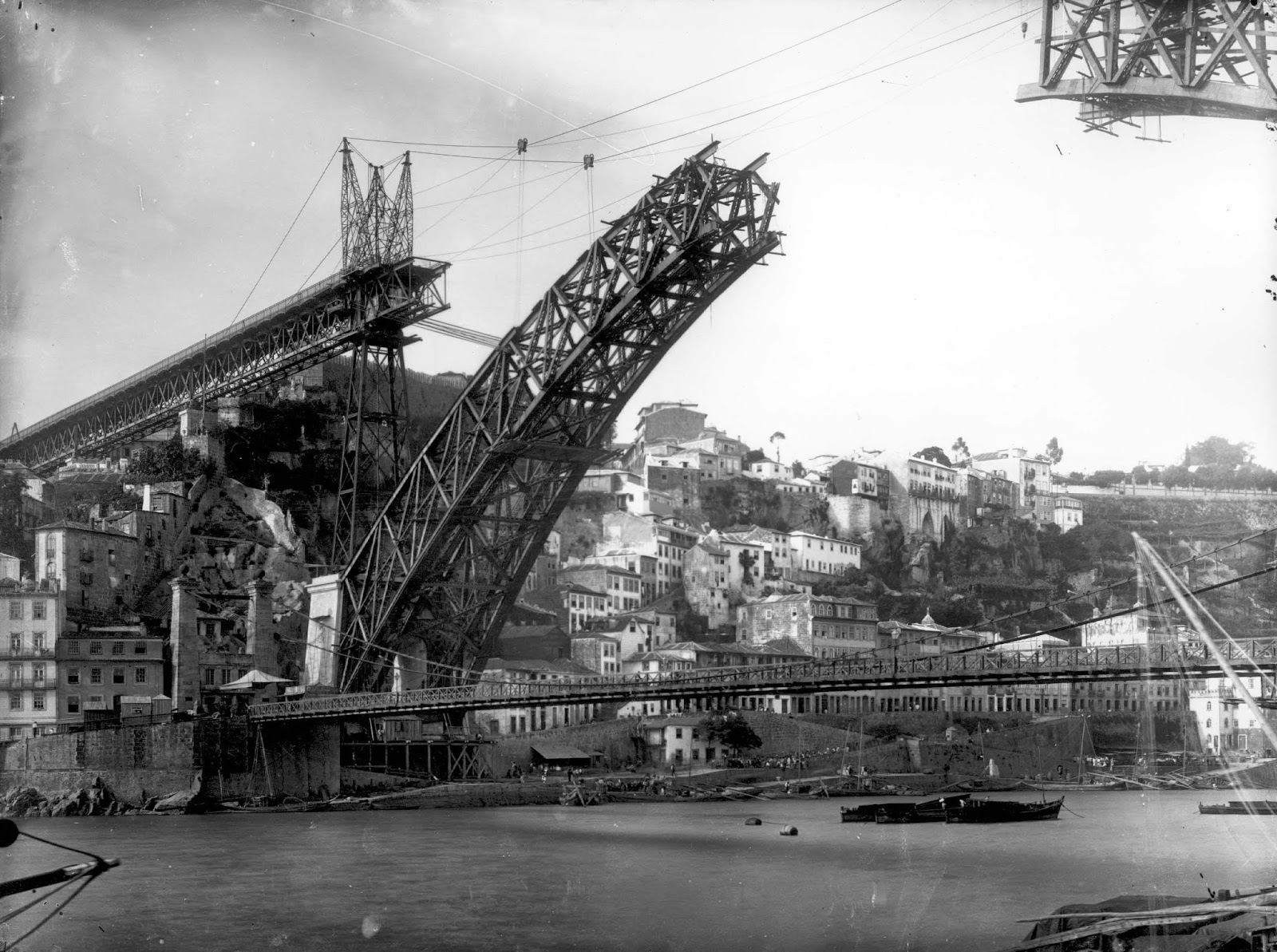
Freivorbau der Ponte Luís I, davor die Ponte pênsil

Die Regierung schrieb 1879 eine Brücke über den Douro mit zwei Fahrbahnebenen als Nachfolger der Ponte pênsil aus. Zehn renommierte Unternehmen, darunter Eiffel & Cie., reichten Angebote ein. Den Zuschlag erhielt die belgische Société de Willebroeck mit dem Entwurf von Théophile Seyrig, obwohl deren Angebot mit 369.000 Escudos deutlich teurer als das billigste Konkurrenzangebot mit 269.000 Esc. war.
Der Bau begann 1881. Wie schon bei der Ponte Maria Pia wurde der große Bogen im Freivorbau montiert mit Abspannungen an den provisorisch erhöhten Hauptpfeilern. Seyrig veröffentlichte eine detaillierte Beschreibung des Verfahrens in seiner Schrift Pont D. Luiz I° à Porto – Montage de l’arche principale.
Die Brücke wurde am 31. Oktober 1886 von König Ludwig I. von Portugal (Dom Luís I), dessen Namen sie trägt, eingeweiht. Sie gehört zum Gebiet der historischen Altstadt Portos und daher auch seit 1996 zum UNESCO-Weltkulturerbe.